# Leo Pleysier
Leo Jozef Theresia Pleysier (Rijkevorsel, 28 mei 1945) is een Nederlandstalig Belgisch schrijver. Hij werd geboren in Rijkevorsel in de Antwerpse Kempen, en woont daar anno 2025 nog steeds.
In zijn verhalende prozawerk onderzoekt hij zijn verhouding tot zijn geboortestreek en zijn familieleden. Angst, eenzaamheid, nestwarmte, geweld, de veranderende tijdgeest, isolement en verbondenheid tussen mensen zijn enkele terugkerende thema's. Pleysiers romans zijn emblemata van de menselijke conditie. Ze bevatten tussen de regels ook heel wat tijds- en maatschappijkritiek.
Zijn eerste boeken (Mirliton en Niets dan schreeuw) zijn experimenteel van taal en compositie en ik-gericht. Gaandeweg heeft de auteur zijn horizon verruimd: van zijn eigen streek (Waar was ik weer?) naar Engeland (Shimmy), Afrika (Zwart van het volk), India en China (De Gele Rivier is bevrozen, De trousse).
Wit is altijd schoon (1989), waarin hij zijn spraakzame moeder na haar dood laat 'voortratelen', zorgde voor de doorbraak bij het grote publiek. Typisch mondeling taalgebruik wordt hier uitgepuurd op schrift gezet. Het krijgt muzikaal-ritmische kwaliteiten. 
Hierop volgden De kast (1991), De Gele Rivier is bevrozen (1993) en Volgend jaar in Berchem (2000), waarin respectievelijk een zus, een tante non en de vader centraal staan. De dieven zijn al gaan slapen (2003) bevat een mengeling van autobiografische en poëticale fragmenten. In 2004 verscheen De trousse en in 2007 De Latino's: een novelle resp. een roman over Vlamingen in de wijde wereld. 
In 2010 verscheen de op een jeugdherinnering gebaseerde roman Dieperik waarin een verhaal wordt verteld dat eigenlijk niet verteld mocht worden. De verhalenbundel De zoon, de maan en de sterren (2014) vervlecht motieven als geborgenheid en bedreiging, het lokale en het mondiale. Heel de tijd (2018) is een reeks van herinneringen en kleine verhalen over het verstrijken van de tijd. In Klokgelui (2023) contrasteert de schrijver het wereldwijze gepraat van een groep wandelclubleden met de stille vereenzaming van een oud koppel.

## Prijzen en nominaties
- De Stijn Streuvelsprijs voor verhalend proza 1971, voor Mirliton
- De Eugène Baieprijs 1982, voor De weg naar Kralingen
- De Arkprijs van het Vrije Woord 1984, voor Kop in kas
- De Dirk Martensprijs 1989, voor Wit is altijd schoon
- Nominatie AKO-Literatuurprijs 1990, voor Wit is altijd schoon
- De F. Bordewijk-prijs 1990, voor Wit is altijd schoon
- Longlist AKO-Literatuurprijs 1991, De kast
- Nominatie Libris Literatuur Prijs 1993, voor De Gele Rivier is bevrozen
- Longlist AKO-Literatuurprijs 1994, De Gele Rivier is bevrozen
- De Prijs van de Vlaamse Gemeenschap voor Proza 1996, voor De Gele Rivier is bevrozen
- Longlist Gouden Uil 1996, Zwart van het volk
- Nominatie Gouden Uil 2001, voor Volgend jaar in Berchem
- Longlist AKO-Literatuurprijs 2001, Volgend jaar in Berchem
- Longlist Libris Literatuur Prijs 2001, Volgend jaar in Berchem
- Longlist Gouden Uil 2003, De dieven zijn al gaan slapen
- Longlist AKO-Literatuurprijs 2004, De trousse
- Longlist Libris Literatuur Prijs 2004, De trousse
- Longlist AKO-Literatuurprijs 2007, De Latino's
- Longlist Libris Literatuur Prijs 2010, Dieperik
- De Hans Vervoort-prijs 2024, voor Klokgelui[1]

## Scenario's
- En wat zullen we over het sterven zeggen? (1976 in samenwerking met Jef Cornelis, BRT)
- Vlaanderen '77 (1977 i.s.m. Jef Cornelis, BRT)